# Scopula oliveata
Scopula oliveata är en fjärilsart som beskrevs av Samuel E. Cassino 1931. Scopula oliveata ingår i släktet Scopula och familjen mätare. Inga underarter finns listade.